# Journey (ラジオ番組)
Journey（ジャーニー）とは、MegaNetのLOVE FM（ラブエフエム国際放送）で月曜 - 土曜 26:00 - 29:00に放送されている深夜番組。かつては、2000年4月1日から2010年9月29日までRADIO-iでも放送されていた。なお、LOVE FMではThe Journey（ザ・ジャーニー）と表記されているが、同一番組である。パーソナリティーはSamantha Vega（サマンサ･ベガ）。

## 概要
- 1960年代から最新のヒットチューンまで幅広くかける洋楽の音楽番組で、ナレーションは入らない（男声の英語の番組ジングルが入るのみ）、いわゆるフィラー番組。RADIO-iでは、27:00 / 28:00 / 29:00までの数分間CMが挿入され、LOVE FMではCMが挿入されない代わりに（番組開始時も含めて）定時にLOVE FM Music Clockが挿入される。ただし後者の場合、終了時刻である29:00（5:00）は「The Journey」のナレーションの後、LOVE FM Music Clockなしで次番組である『Sunrise』に移行する。
- 洋楽のみだが、曲がフルコーラスで流れる地上波のラジオでは全国的にも珍しい番組。稀にライブバージョンの曲も流れる（これもフルコーラス）。
- 途中飛び乗りを配慮してか、26:00の冒頭（オープニング）以外に27:00 / 28:00の冒頭でも同じジングルが入る。ただし今のところ途中飛び乗りの放送局は存在しない。